# Albert Alder
Albert Alder (* 12. Oktober 1888 in Chur; † 23. April 1980 in Aarau; heimatberechtigt in Urnäsch) war ein Schweizer Mediziner, der vor allem als Hämatologe Bedeutung erlangte.

## Leben
Albert Alder wurde 1888 als Sohn des Kornhändlers Hans Alder und der Hutmacherin Ilda Schilling in Chur geboren. Nach dem Besuch der Kantonsschule in Chur absolvierte er ein Medizinstudium an den Universitäten Lausanne, München, Wien und Zürich, wo er 1914 das Staatsexamen ablegte und promovierte.
Albert Alder, der 1917 Lilly Köhler, Tochter eines Direktors, aus Mannheim, ehelichte, verstarb am 23. April 1980 in Aarau.

## Beruflicher Werdegang
Im Jahre 1913 war er Teilnehmer einer Mission des Schweizerischen Roten Kreuzes (SRK) während des Ersten Balkankrieges. Von 1918 bis 1919 leitete er ein Grippe-Notspital in Zürich. In den Jahren 1918 bis 1927 fungierte er als Oberarzt der Medizinischen Poliklinik des Kantonsspitals Zürich, wo er 1923 die Einrichtung der ersten Schirmbildzentrale der Schweiz mit Reihendurchleuchtungen zur Untersuchung der Tuberkulose-Verbreitung veranlasste. Danach war er zwischen 1933 und 1956 als Chefarzt der Medizinischen Klinik am Kantonsspital Aarau unter anderem für den Aufbau eines Grosslabors verantwortlich. Er war vor allem auf dem Gebiet der Hämatologie tätig und erforschte unter anderem die Alterung von weißen Blutkörperchen (Leukozyten). Im Jahre 1944 forderte er zwecks Früherkennung beispielsweise der Tuberkulose den Einsatz eines Schirmbildobligatoriums, was allerdings 1947 verworfen wurde.  Daneben wurde er 1922 als Privatdozent sowie 1946 als Titularprofessor an die Universität Zürich gerufen. 1947 war Alder ein Mitbegründer der Schweizerischen Gesellschaft für Hämatologie. Zu Alders wichtigen Leistungen gehören verschiedene Verbesserungen der Erythrozyten-Untersuchung sowie 1937 die Entdeckung der sogenannten Alder-Anomalie eines erblichen Leukozyten-Defektes. Seit 1952 ist er Ehrenmitglied der Deutschen Gesellschaft für Hämatologie und Medizinische Onkologie. Als im März 1959 durch den Untersuchungsrichter Paul Moriaud (neben Erik Undritz und Hans Erhard Bock) hinzugezogener Sachverständiger der Anklage war er 1960 im Prozess im Mordfall Zumbach („Affäre Jaccoud“) aufgetreten.